# Marius Goosen
Marius Goosen (Kleinzee, 6 aprile 1974) è un allenatore di rugby a 15, dirigente sportivo ed ex rugbista a 15 sudafricano, attualmente allenatore della difesa della Nazionale italiana.

## Biografia

### Giocatore
Nato in Sudafrica, Goosen partecipò all'allora Super 12 con le franchigie di Bulls e Stormers dal 1998 al 2002.
In Currie Cup militò tra le file dei club provinciali dei Boland Cavaliers, Blue Bulls e Pumas.
Nel 2003 fu in Italia, inizialmente nel Viadana con i quali vinse una Coppa Italia, per poi passare alla Rugby Roma la stagione successiva.
Nel 2004 fu ingaggiato dal Benetton per la stagione 2004-05 nel ruolo di mediano d'apertura, dividendo il ruolo con l'azzurro Andrea Marcato e si aggiudicò un'altra Coppa Italia.
A metà anno 2005, tra i due campionati, disputò la Currie Cup in Sudafrica con il Falcons.
Nelle cinque successive stagioni disputate a Treviso collezionò 136 presenze totali tra campionato e coppe europee e quattro scudetti nel 2005-06, 2006-07, 2008-09 e 2009-10.
In patria fu convocato anche dagli Emerging Springboks e Barbarians sudafricani.
Nel 2009 fu invitato dai Barbarians per un match contro gli Scarlets per l'inaugurazione del nuovo stadio del club gallese di Llanelli.

### Allenatore
Ritiratosi dall'attività agonistica nell'estate 2010 al termine della stagione sportiva, rimase al Benetton entrando a far arte dello staff tecnico in qualità di assistente allenatore di Franco Smith e team manager.
Nella stagione 2014-15 fu assistente allenatore e allenatore in seconda di Umberto Casellato mentre, la stagione successiva, fu il direttore dell'attività sportiva all'interno del club; il 4 gennaio 2016 subentrò come capo allenatore alla guida del Treviso, in seguito all'esonero di Casellato.
Dal 2016-17 è l'allenatore della difesa del Benetton.
Nell'estate 2016 entrò a far parte dello staff tecnico dell'Italia in qualità di allenatore e responsabile della difesa azzurra.

### Vita privata
Marius Goosen è sposato dal 1997 con Elmarie Marais; la coppia ha due figlie, Mareli ed Emma.

## Palmarès
- Campionati italiani: 4
Benetton Treviso: 2005-06, 2006-07, 2008-09, 2009-10
- Coppe Italia: 3
Benetton Treviso: 2004-05, 2009-10
Viadana: 2002-03
- Supercoppe d'Italia: 2
Benetton Treviso: 2006, 2009